# Supercard of Honor (2024)
L'édition 2024 de Supercard of Honor est un Pay-per-view de catch (lutte professionnelle) produit par la promotion américaine Ring of Honor. L'événement a eu lieu le 5 avril 2024 au Liacouras Center à Philadelphie (Pennsylvanie). Il s'agit de la 17e édition de Supercard of Honor.

## Contexte
Les spectacles de la Ring of Honor sont constitués de matchs aux résultats prédéterminés par les scénaristes de la compagnie. Ces rencontres sont justifiées par des storylines – une rivalité entre catcheurs, la plupart du temps – ou par des qualifications survenues dans les shows. Tous les catcheurs possèdent un gimmick, c'est-à-dire qu'ils incarnent un personnage gentil (Face) ou méchant (Heel), qui évolue au fil des rencontres. Un événement comme Supercard of Honor est donc un événement tournant pour les différentes storylines en cours.

## Tableau des matchs
| Ordre par numéros | Résultat | Stipulation(s)                                                                                               | Temps |
| --- | --- | --- | ----- |
| 1P | The Premiere Athletes (Josh Woods, Tony Nese et Ari Daivari) bat Adam Priest, Rhett Titus et Tony Deppen                         | Trios Tag Team match                                                                                         | 8:06  |
| 2P | The Beast Mortos bat Blake Christian                                                                                             | Match simple                                                                                                 | 8:38  |
| 3P | Cole Karter et Griff Garrison (avec Maria Kanellis) battent Spanish Announce Project (Angélico et Serpentico)                    | Tag Team match                                                                                               | 8:28  |
| 4P | Mariah May bat Momo Kohgo | Match simple                                                                                                 | 6:14  |
| 5 | Kyle Fletcher (c) bat Lee Johnson                                                                                                | Match simple pour le ROH World Television Championship                                                       | 19:48 |
| 6 | Mei Seira et Empress Venus Nexus (Maika et Mina Shirakawa) battent Tam Nakano et Queen's Quest (AZM et Saya Kamitani)            | Stardom Showcase 6-Women Tag Team match                                                                      | 14:32 |
| 7 | The Undisputed Kingdom (Matt Taven et Mike Bennett) (c) bat The Infantry (Captain Shawn Dean et Carlie Bravo) (avec Trish Adora) | Tag Team match pour les ROH World Tag Team Championship                                                      | 13:51 |
| 8 | Billie Starkz bat Queen Aminata par soumission                                                                                   | Match simple - Finale du tournoi La gagnante deviendra la première championne du monde Television de la ROH/ | 17:42 |
| 9 | Bullet Club Gold (Jay White et The Gunns) (c) bat Monster Sauce (Alex Zayne et Lance Archer) et Minoru Suzuki                    | Trios Tag Team match pour les ROH World Six-Man Tag Team Championship                                        | 15:32 |
| 10 | Dalton Castle bat Johnny TV (avec Taya Valkyrie)                                                                                 | Fight Without Honor match                                                                                    | 21:55 |
| 11 | Athena (c) bat Hikaru Shida | Match simple pour le ROH Women's World Championship                                                          | 22:38 |
| 12 | Mark Briscoe bat Eddie Kingston (c)                                                                                              | Match simple pour le ROH World Championship                                                                  | 24:14 |
| La lettre C placée entre parenthèses désigne la personne ou l’équipe championne en titre. P – indique que le match a eu lieu lors du pré-show | | |       |